# Sullivan & Cromwell
Sullivan & Cromwell LLP або «Салліван і Кромвель» — американська транснаціональна юридична фірма зі штаб-квартирою в Нью-Йорку. Заснована в 1879 році Елджерноном Сіднеєм Салліваном і Вільямом Нельсоном Кромвелем, фірма виступила юридичним радником під час створення компаній Edison General Electric і U.S. Steel, започаткувала сучасні зусилля з реорганізації неплатоспроможних компаній і вплинула на ключові фінансові та регуляторні практики.

## Основні факти
Станом на 2024 рік Sullivan & Cromwell налічує 700—1000 юристів. У 2024 році було найнято 124 юристів початкового рівня (1-ий рік практики) та призначено 7 нових партнерів. У 2024 році фірма найняла 172 літніх стажера. Базовий оклад у перший рік роботи юриста складає 225 000 доларів США на рік.
Sullivan & Cromwell має офіси в Нью-Йорку, Вашингтоні, Лос-Анджелесі, Пало-Альто, Пекіні, Брюсселі, Франкфурті, Гонконзі, Лондоні, Мельбурні, Парижі, Сіднеї та Токіо.

## Історія

### 19 століття
Юридична фірма Sullivan & Cromwell була заснована році Елджерноном Сіднеєм Салліваном і Вільямом Нельсоном Кромвелем. Елджернон Салліван був нью-йоркським юристом, який відзначився тим, що під час громадянської війни в США взявся захищати захоплених на судні USS Savannah конфедератів, які намагались захопити судно юніоністів USS Perry. Оскільки США не визнавали Конфедерацію, захоплені конфедерати кваліфікувались як пірати, а їхнє засудження автоматично означало смертну кару. Знехтувавши порадами, Салліван вирішив виступити захисником захоплених конфедератів. Держсекретар США Вільям Генрі Сьюард навіть ув'язнив Саллівана у Форт-Лафаєті в Нью-йоркській бухті, називаючи захист Саллівана державною зрадою. Саллівана випустили за два дні до початку розгляду справи конфедератів. Зрештою присяжні розділились щодо питання провини конфедератів, справу було закрито, а конфедератів обміняли на полонених юніоністів.
У 1870 році 44-річний Салліван почав працювати у фірмі Sullivan, Kobe & Fowler, яка найняла Вільяма Нельсона Кромвеля бухгалтером. Салліван, розгледівши таланти Кромвеля, забезпечив його навчання в Колумбійській школі права. Коли Кромвель закінчив навчання, Салліван запропонував йому місце в юридичній фірмі. Інші партнери Саллівана покинули фірму Sullivan, Kobe & Fowler: один став суддею, а інший — відкрив приватну юридичну практику зі своїм братом.
Салліван запропонував Кромвелю започаткувати нову юридичну фірму. На той момент Саллівану було 53 року, в той час, як Кромвелю — 25. Фірма була створена у 1879 році. Новостворена фірма брала 950 доларів США за захист у кримінальній справі в суді першої інстанції, а якщо справу було програно і, подавалась апеляція, — додаткові 250 доларів США. У перший місяць свого існування Sullivan & Cromwell забезпечила юридичне супроводження створення компанії золотовидобувної компанії Union Tunnel and Mining Company of Colorado.
У 1887 році Салліван помер, а новим партнером Кромвеля став колишній працівник фірми Вільям Кертіс. Серед клієнтів фірми були: американський фінансист, якого називали Наполеоном Волл-стріт, Генрі Айвз, холдингова компанія North American Company, трести Southern Oil Cotton Company, American Oil Cotton Trust, фінансист і президент залізничної компанії Northern Pacific Railway Генрі Віллард.
Для своїх клієнтів-трестів Кромвель розробив стратегію боротьби з антитрестівським законодавством штатів: члени тресту продавали свої частки в тресті компанії, зареєстрованій в юрисдикції, в якій трести не вважались не законними (наприклад, штат Род-Айленд). Таким чином, трест продовжував існувати, але в іншій юрисдикції. Якщо продаж часток з якихось причин був неможливим, то відбувалось одночасне юридичне припинення існування компаній, що входили до тресту, і реєстрація нових компаній в тресті, що був у юрисдикції, яка визнавала трести.
Фірма також розробила стратегію уникнення банкрутства компаній: стримувати кредиторів настільки довго, наскільки можливо, чекаючи на економічний підйом.

### 20 століття

#### Зростання
Близько до 1900 року в Sullivan & Cromwell вже працювало 14 юристів. У фірмі було більше партнерів, ніж юристів, а на кожного партнера працювало три юриста, і так, встановилась структура роботи, притаманна більшості великих юридичних фірм. Практично з першого дня роботи юристам Sullivan & Cromwell надавалась автономність в роботі та прямий контакт з клієнтами фірми. Так, у фірми з'явилась репутація найкращого роботодавця серед юридичних фірм, не дивлячись на велику кількість часів роботи, яка вимагалась фірмою.
На початку 20-го століття американський банкір та фінансист Джон Пірпант Морган найняв Sullivan & Cromwell для створення металургійної корпорації U.S. Steel. Кромвель навіть на місяць став президентом новоствореної корпорації.
У 1906 році клієнтом фірми став фінансист та залізничний топ-менеджер Едвард Генрі Гаррімен. Кромвель допоміг Гаррімену встановити контроль над Іллінойською центральною залізницею, а також утримати контроль над фінансовою компанією Wells Fargo. Юридична фірма також мала клієнтів серед компаній, що надають комунальні послуги. Так, одним з клієнтів була компанія Union Electric Company. На початку століття ці компанії були заможними і могутніми, так само як залізничні компанії були у 19 столітті. Юристи Sullivan & Cromwell входили до правлінь компаній, що надавали комунальні послуги.
Серед клієнтів Sullivan & Cromwell також був великий виробник молока та сиру National Dairy Products Company.

#### Панамський канал
Кромвель переконав уряд США викупити активи французької компанії-будівника Панамського каналу, при цьому Кромвель представляв інтереси французької компанії. Кромвель намагався переконати французьку компанію продати активи уряду США за 40 мільйонів доларів США, ціну, запропоновану урядом США. Однак компанія відмовилась і звільнила Кромвеля. Зрештою, коли помінявся президент французької компанії, вона погодилась на пропозицію за ціною 40 мільйонів доларів США, а Кромвеля знову найняли забезпечити юридичний супровід купівлі-продажу. Однак для завершення проекту залишались значні перешкоди: в Конгресі США розглядався законопроект про будівництво каналу в Нікарагуа. Завдяки лобістським зусиллям Кромвель домігся, щоб законопроект не був прийнятий. Крім того, Колумбія, якій належала Панама, відмовлялась ратифікувати угоду, якою визнавався продаж французької компанії уряду США, і відповідно продаж орендних прав щодо Панами уряду США. Кромвель зв'язався з лікарем Панамської залізної дороги та панамським газетярем, і запропонував розпочати революцію в Панамі, пообіцявши підтримку уряду США. Дізнавшись про це, посол Колумбії пригрозив Кромвелю, що, якщо в Колумбії буде революція, він вважатиме Кромвеля відповідальним. Кромвель відійшов від цієї справи, однак революція в Панамі відбулась вже за підтримки французького інженера та інвестора у будівництво Панамського каналу. Революція закінчилась оголошенням незалежності Панами. США визнали нову державу через 72 години після проголошення незалежності.

#### Джон Фостер Даллес
У 1911 році до Sullivan & Cromwell приєднався майбутній Держсекретар США Джон Фостер Даллес. Для того, щоб потрапити на роботу до юридичної фірми, Даллесу знадобилось заступництво його діда, американського політика та колишнього Держсекретаря США Джона Фостера: Фостер написав Вільяму Кромвелю листа, в якому представив свого онука та згадав свою дружбу з покійним Елджерноном Салліваном.
Працюючи в Sullivan & Cromwell, Даллес часто подорожував як у зв'язку зі справами фірми, так і за неофіційними дорученнями своїх родичів, що працювали у Держдепартаменті США. Так, на початку Першої світової війни році він поїхав до Європи, щоб забезпечити страхування від воєнних ризиків для європейських вантажів American Cotton Oil Company.
У 1917 році за дорученням свого дядька, тодішнього Держсекретаря США Роберта Ленсінга, Даллес поїхав у турне країнами Центральної Америки, щоб з'ясувати, які лідери підтримують США у війні з Німеччиною. У той час, як Даллес був у турне, США оголосили війну Німеччині. Даллес порадив США підтримати костариканського диктатора Федеріко Тіноко Ґранадеса, оскільки той був налаштований проти Німеччини. Даллес також спонукав президента Нікарагуа Емільяно Чаморро Варґаса видати прокламацію про припинення дипломатичних стосунків з Німеччиною. Панамі Даллес запропонував оголосити війну Німеччині та дозволити прохід через канал лише суднам Антанти в обмін на те, що Панама продовжуватиме отримувати звільнену від оподаткування плату за Панамський канал.
У 1919 році Даллес у складі делегації США брав участь у Паризькій мирній конференції як помічник фінансиста та радника президента США Бернарда Баруха, якого призначили американським делегатом в Репараційній комісії. У рамках діяльності цієї комісії Даллес займався розробкою кредитного фінансування. Після того, як Даллес повернувся з конференції, Вільям Кромвель зробив його партнером у Sullivan & Cromwell.
У 1926 році Даллес став старшим партнером фірми. У цьому ж році до фірми приєднався брат Джона Даллеса Аллен Даллес — майбутній директор Центрального розвідувального управління. Через 4 роки після приєднання до фірми Аллен Даллес став партнером.

#### Діяльність у Німеччині
У 1929 році Sullivan & Cromwell відкрила офіс у Берліні з метою підготовки опису емісій облігацій. Офіс очолював Норіс Дарел, відомий юрист, який був помічником судді Верховного суду США Пірса Батлера. Юридична фірма організувала випуск облігацій своїх клієнтів в Європі на суму понад 1 мільярд доларів США. Серед клієнтів, для яких Sullivan & Cromwell забезпечила випуск облігацій, був австрійський банк Creditanstalt, який оголосив про банкрутство у травні 1931 року.
У середині 1930-х років Німеччина фактично оголосила дефолт за своїми боргами перед американськими інвесторами. Джон Фостер Даллес представляв інтереси американських інвесторів у їхніх безуспішних зверненнях до Німеччини, багато з них адресовані його Ялмару Шахту — давньому знайомому Даллеса. Клієнти, які за порадою Sullivan & Cromwell купили німецькі облігації, втратили статки. Ця порада, згідно з одним дослідженням, коштувала американцям мільярд доларів.
Одним із клієнтів Sullivan & Cromwell була нью-джерсійська компанія з видобутку нікелю International Nickel Company, у якій Джон Фостер Даллес був директором і членом виконавчої ради. На початку 1930-х років завдяки зусиллям Даллеса був сформований картель, до якого входили International Nickel Company разом зі своєю канадською філією, а також два великі французькі виробники нікелю. У 1934 році до картелю приєднався найбільший німецький виробник нікелю IG Farben. Даллес також працював над угодою між International Nickel Company та IG Farben за умовами якою, в обмін на ексклюзивні права на патент IG Farben методу видобування нікелю з руди International Nickel Company гарантувала поставки грубого нікелю IG Farben. У 1937 році квота грубого нікелю, що поставлялась німецькій компанії була збільшена. Деякі автори погоджуються, що входження IG Farben до картелю з International Nickel Company дало Третьому Рейху доступ до ресурсів картелю, а також дозволило Адольфу Гітлеру накопичувати озброєння.
З 1933 року всі листи, написані з німецьких офісів Sullivan & Cromwell, закінчувалися, як того вимагали тодішні німецькі правила, нацистським привітанням «Heil Hitler!» Повернувшись з Берліна в 1935 році, Ален Даллес сказав братові, що фірмі настав час закрити свій берлінський офіс і його філію у Франкфурті. Джон Даллес пручався, і тоді Аллен Даллес виніс питання на розгляд партнерів фірми. На зустрічі партнери ухвалили рішення про закриття берлінського офісу. Пізніше Джон Даллес записав заднім числом закриття берлінського офісу, щоб здавалось, що офіс був закритий у 1934 році.

#### Участь у розробці законодавства про цінні папери
Юристи Sullivan & Cromwell відіграли важливу роль у розробці більшості законів Нового курсу щодо цінних паперів. Джеймс Лендіс, тодішній викладач Гарвардської школи права та один із авторів первісної версії законопроекту про цінні папери, який згодом став Законом про цінні папери 1933 року, писав, що юристи Sullivan & Cromwell брали участь у зустрічі щодо обговорення законопроекту. Зокрема, він зазначав, що в юриста Sullivan & Cromwell Артура Діна були слушні зауваження щодо технічних положень законопроекту.

#### Юридичний супровід відкритого розміщення акцій Ford Motor Company
У 1955 році Sullivan & Cromwell найняли для юридичного супроводу відкритого розміщення акцій Ford Motor Company. Команда юристів фірми вивчила всі позики та угоди компанії. Над проектом працювала 15 юристів компанії. Публічне розміщення акцій Ford Motor Company відбулось у січні 1956 року і це було найбільшим таким розміщенням на суму 643 мільйони доларів США.

### 21 століття

#### Представництво інтересівMicrosoftв антимонопольних справах
Sullivan & Cromwell представляла транснаціональну технологічну корпорацію Microsoft у низці антимонопольних справ, зокрема, у справі, «США проти Microsoft Corp.», в якій уряд США звинуватив Microsoft у незаконній монополізації ринку веб-браузерів для операційної системи Windows, головним чином через юридичні та технічні обмеження, які вона наклала на можливості виробників ПК (OEM) і користувачів видаляти веббраузер Internet Explorer і використовувати інші програми, такі як Netscape і Java. Sullivan & Cromwell також виступила головним радником Microsoft, коли Європейська комісія наклала на компанію рекордний штраф у розмірі 497 мільйонів євро у 2004 році за зловживання домінуючим становищем у зв'язку з цифровим розважальним програмним забезпеченням Media Player із Windows. У 2012 році Sullivan & Cromwell представляла Microsoft у спорі із IT-компанією Novell, в якій Novell звинувачувала Microsoft у тому, що та відмовилася поділитися своєю інтелектуальною власністю з конкурентами після того, як спочатку пообіцяла зробити це.

#### Злиття та поглинання
У 2010 році Sullivan & Cromwell виступила одним із юридичних радників компанії Bucyrus, що спеціалізувалась в галузі проектування та виробництва гірничо-шахтного обладнання, в транзакції купівлі компанії машинобудівною корпорацією Caterpillar. У 2021 році Sullivan & Cromwell виступала юридичним радником північно-каролінської фінтех-компанії Ally Financial Inc. у справі придбання компанією постачальника цифрових кредитних карток Fair Square Financial.

#### Інсайдерська торгівля
У 2008 році поліція розкрила змову щодо інсайдерської торгівлі за участю колишнього юриста Sullivan & Cromwell. Відповідно до правоохоронних органів, Джіл Корнблюм передавав інсайдерську інформацію, виявлену як під час його роботи у Sullivan & Cromwell, так і в інший юридичній фірмі, і разом зі своїм співучасником, колишнім адвокатом і однокурсником з юридичної школи, отримав понад 10 мільйонів доларів незаконного прибутку протягом 14 років. Корнблюм покінчив життя самогубством, стрибнувши з мосту, коли він перебував під слідством і незадовго до того, як його мали заарештувати, але до того, як проти нього висунули кримінальні звинувачення, за день до того, як його ймовірний співучасник визнав себе винним.

#### Представництво інтересівFTX
У 2021 році Sullivan & Cromwell почала працювати із засновником криптовалютної біржі FTX Семом Бенкман-Фрідом. Протягом наступних 16 місяців юридична фірма заробила 8,6 мільйона доларів за виконання кількох завдань для FTX. Зокрема, Sullivan & Cromwell консультувала FTX у її спробі придбати збанкрутілу криптовалютну біржу Voyager Digital. Юридична фірма також представляла FTX у спорі із мережею фаст-фуд-ресторанів Jack in the Box щодо інтелектуальної власності: мережа стверджувала, що «Місячна людина», яка з'являється в рекламі криптокомпанії, є крадіжкою її талісмана Джека.
Коли FTX оголосила про банкрутство, юридичну фірму найняли займатись банкрутством FTX. Були значні заперечення проти призначення Sullivan & Cromwell адміністратором банкрутства FTX: юридичній фірмі закидалось те, що вона не розкрила повністю свій зв'язок із Райном Міллером, юристом FTX, який раніше працював у Sullivan & Cromwell, а також конфлікт інтересів, який полягає в тому, що у процесі розслідування банкрутства юридичній фірмі доведеться розслідувати власні дії. Засновник FTX Сем Бенкман-Фрід також виступав проти призначення Sullivan & Cromwell адміністратором банкрутства FTX, стверджуючи, що Райн Міллер та юридична фірма наполягали на оголошенні банкрутства в той час, як, за словами Бенкмана-Фріда, він «був на порозі збору нових грошей, щоб врятувати компанію». Однак всі заперечення були відкинуті федеральним суддею, який погодив призначення юридичної фірми адміністратором банкрутства.
У 2024 році група інвесторів FTX подала груповий позов проти Sullivan & Cromwell, стверджуючи, що вона брала участь у багатомільярдному шахрайстві недіючої криптовалютної біржі, перш ніж ще більше збагатитися як радник у справі про банкрутство FTX. У травні 2024 року призначений судом експерт дійшов висновку, що Sullivan & Cromwell не була причетна до шахрайства, яке спричинило крах криптокомпанії.

## Рейтинги
У рейтингу 2024 року юридичних фірм Am Law 100, що складається виданням The American Lawyer, Sullivan & Cromwell посіла 3 місце в категорії «Дохід на юриста».
У рейтингу юридичних фірм Vault Law 100 на 2025 рік (дослідження проводилось з січня до березня 2024 року) Sullivan & Cromwell посіла 5 місце. Крім того, у рейтингу «Найкраща фірма для судових процесів щодо цінних паперів», який також складається виданням Vault, Sullivan & Cromwell обійняла 4 місце. У рейтингу найкращих нью-йоркських юридичних фірм, що складається виданням Vault, Sullivan & Cromwell посіла 5 місце. У рейтингу Vault найкращих юридичних фірм у практиці «Злиття та поглинання», Sullivan & Cromwell посіла 6 місце.
У рейтингу Legal 500 в категорії «Ринки цінних паперів: новий випуск облігацій» Sullivan & Cromwell (поряд з іншими фірмами) посіла 2 місце як в секції «Порада гаранту розміщення цінних паперів», так і в секції «Порада емітенту цінних паперів». У категорії «Ринки цінних паперів: випуск акцій» у секції «Порада менеджерам» рейтингу Legal 500 Sullivan & Cromwell (поряд з іншими фірмами) посіла 2 місце. У категорії «Ринки цінних паперів: глобальний випуск цінних паперів» рейтингу Legal 500 юридична фірма (поряд з іншими фірмами) посіла 2 місце, як в секції «Порада гаранту розміщення цінних паперів», так і в секції «Порада емітенту цінних паперів». У категорії «Комерційне кредитування» рейтингу Legal 500 в секції «Порада позичальнику» юридична фірма (поряд з іншими фірмами) посіла 4 місце. У категорії «Фінтех» рейтингу Legal 500 в секції «Криптовалюта» Sullivan & Cromwell (поряд з іншими фірмами) посіла 1 місце. У категорії «Виплати працівникам, винагороди керівників і пенсійні плани: транзакції» рейтингу Legal 500 юридична фірма (поряд з іншими фірмами) посіла 2 місце.
У рейтингах Chambers серед нью-йоркських юридичних фірм Sullivan & Cromwell (поряд з іншими фірмами) посідає наступні місця в таких категоріях:
- Антимонопольне право — 2 місце[31]
- Банківська справа та фінанси — 4 місце[32]
- Банкрутство/Реструктуризація: Елітні фірми — 3 місце[33]
- Корпоративне право/злиття та поглинання: захист від поглинання — 2 місце[34]
- Корпоративне право/злиття та поглинання: Елітні фірми — 1 місце[35]
- Виплати працівникам і винагороди керівників — 1 місце[36]
- Екологічне право: здебільшого транзакції — 2 місце[37]
- Страхування: транзакції та регулювання — 3 місце[38]
- Судові процеси: цінні папери — 1 місце[39]
- Судовий процес: службові злочини та державні розслідування: елітні фірми — 1 місце[40]
- Нерухомість: переважно корпоративні та фінансові — 1місце[41]
- Податки — 1 місце[42]

## Політика юридичної фірми

### Заява у зв'язку із вторгненням РФ в Україну
5 квітня 2022 року Sullivan & Cromwell виступила з наступною заявою: «Оскільки повідомлення про звірства російського уряду в Україні продовжують зростати, ми змушені зробити виняток із нашої давньої політики нерозголошення про представництво інтересів клієнтів, і заявляємо, що окрім того, що ніколи не мали офісу в Росії, у нас немає клієнтів, які перебувають у будь-якому списку санкцій, пов'язаних з Росією, або входять до чи пов'язані з урядом Росії; а також після відповідного розслідування нам не відомо про будь-яких клієнтів, які є асоційованими особами будь-якої з цих організацій чи осіб. Ми також не будемо приймати жодну з таких юридичних чи фізичних осіб як клієнтів протягом невизначеного строку. Ми твердо підтримуємо Україну та її народ і засуджуємо неспровоковане російське вторгнення як порушення фундаментальних принципів міжнародного права та базової людської моралі. Ми вдячні за те, що наші партнери, співробітники та партнери зробили внесок у фонд, який ми створили для підтримки народу України.»

### Політика у зв'язку із пропалестинськими протестами
Відповідно до New York Times, участь у пропалестинських протестах може бути дискваліфікуючим фактором при прийомі на роботу в юридичну фірму. Посилаючись на Джозефа С. Шенкера, партнера Sullivan & Cromwell, газета стверджує, що фірма ретельно вивчає поведінку студентів за допомогою компанії, що займається перевіркою біографії, перевіряє їхню участь у пропалестинських студентських групах, переглядає соціальні мережі та переглядає новини та кадри з протестів, у пошуках випадків антисемітизму, а також заяви та гасла, які, на думку Шенкера, «тригерять» євреїв. Така політика викликала критику з боку американського політика та громадського діяча Ральфа Нейдера та юриста Брюса Фейна. У своєму листі до Джозефа С. Шенкера вони зазначили, що «замовчування, пригнічення або стримування висловлювань, які не порушують жодних цивільних чи кримінальних заборон, не сумісні з нашими демократичними принципами та здоров'ям громадянського суспільства».

## Відомі працівники
Серед відомих людей, які в певний період своєї кар'єри працювали у Sullivan & Cromwell, є:
- Луїс Стентон Окінкласс — американський юрист, прозаїк, історик і есеїст
- Майкл Дж. Брайант — канадський юрист та політик
- Дхананджая Єшвант Чандрачуд — індійський юрист, Голова Верховного суду Індії
- Джей Клейтон — Голова Комісії з цінних паперів і бірж США (2017—2020)
- Амаль Клуні — британська юристка, правозахисниця та письменниця
- Лорі Фіслер Дамрош — американський вчений-юрист у галузі міжнародного публічного права та права зовнішніх відносин США
- Норіс Дарел — президент Американського інституту права
- Аллен Велш Даллес — керівник резидентури Управління стратегічних служб у Берні під час Другої світової війни, директор ЦРУ (1953—1961 рр.)
- Джон Фостер Даллес — Державний секретар США (1953—1959)
- Рональд Дворкін — американський і британський юрист, політолог, філософ і теоретик права
- Вісенте Бланко Гаспар — іспанський дипломат, письменник та експерт у галузі міжнародного права, дипломатії і міжнародних організацій
- Джудіт Кей — американська юристка, голова Апеляційного суду Нью-Йорка (1993—2008)
- Пол Махоні — Декан Школи права Університету Вірджинії (2008—2016)
- Гарлан Ф. Стоун — 12-ий Голова Верховного суду США
- Надін Строссен — американська вчена-юристка і борець за громадянські свободи, президент Американської спілки захисту громадянських свобод (1991—2008)
- Пітер Тіль — американський бізнесмен, інвестор і керуючий хедж-фондами
- Джозеф Цай — тайвансько-канадський бізнесмен, співзасновник китайської транснаціональної технологічної компанії Alibaba Group
- Джефф Волл — колишній головний заступник Генерального соліситора США та виконуючий обов'язки Генерального соліситора США (2017)